# Mongolie aux Jeux mondiaux de 2017
Cet article contient des informations sur la participation et les résultats de la Mongolie aux Jeux mondiaux de 2017 à Wrocław en Pologne.

## Médailles

### Or
| Sport             | Discipline            | Sportifs           |
| Médaille d'or : 1 |                       |                    |
| Sumo              | Femmes - Poids moyens | Otgon Munkhtsetseg |

### Argent
| Sport                 | Discipline               | Sportifs            |
| Médaille d'argent : 1 |                          |                     |
| Ju-Jitsu              | Femmes - Nee-Waza -55 kg | Bayarmaa Munkhgerel |

### Bronze
| Sport                  | Discipline            | Sportifs             |
| Médaille de bronze : 1 |                       |                      |
| Sumo                   | Hommes - Poids moyens | Ochirkhuu Usukhbayar |